# Praelongorthezia parkeri
Praelongorthezia parkeri är en insektsart som först beskrevs av Morrison 1952.  Praelongorthezia parkeri ingår i släktet Praelongorthezia och familjen vaxsköldlöss.
Artens utbredningsområde är Uruguay. Inga underarter finns listade i Catalogue of Life.